# 포카혼타스 2: 세상 밖으로

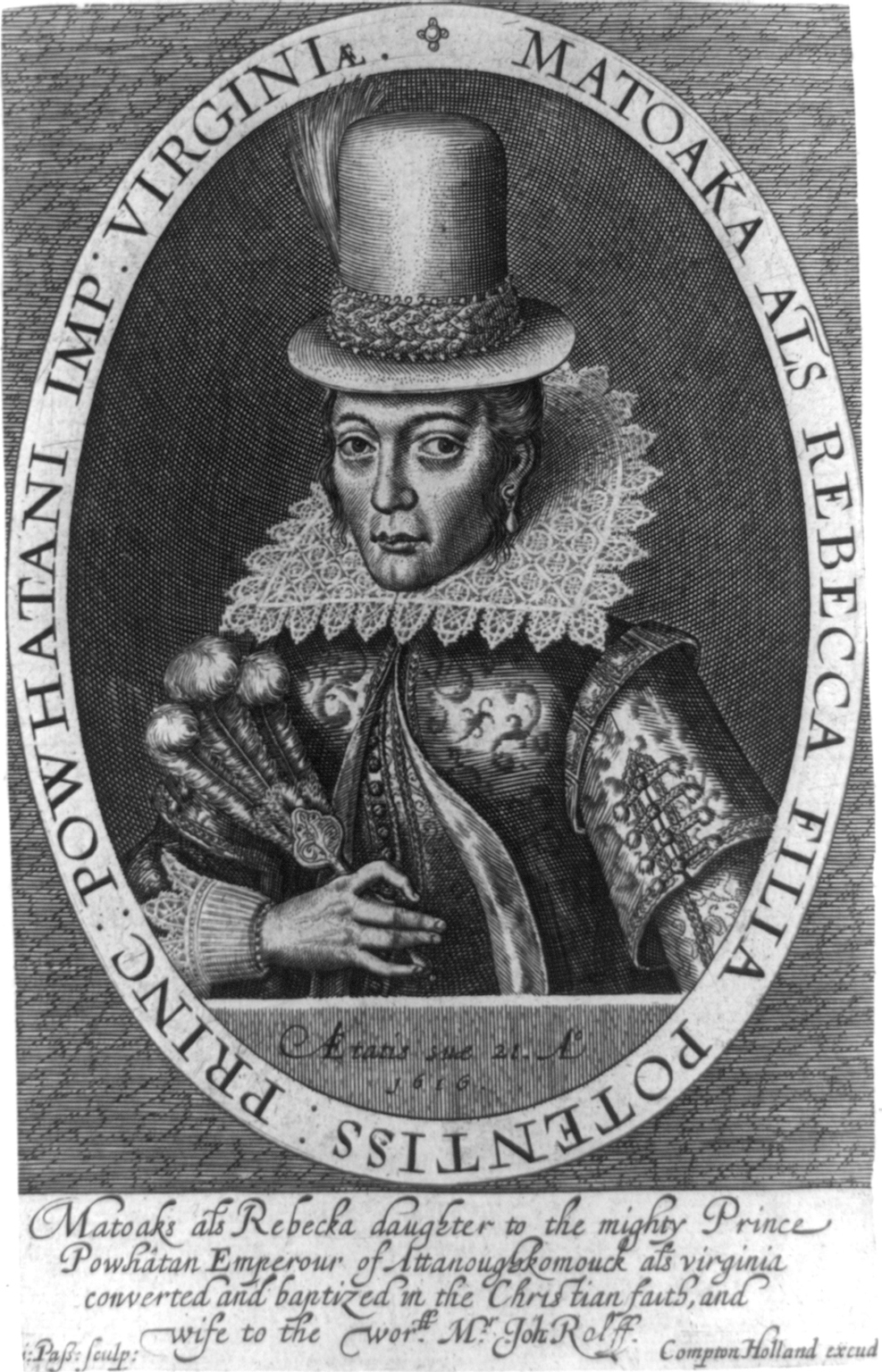

《포카혼타스 2: 세상 밖으로》(Pocahontas II: Journey To A New World)는 1998년 발매된 미국의 비디오용 뮤지컬 애니메이션 영화로, 《포카혼타스》의 속편이다. 디즈니툰 스튜디오에서 제작하였고, 전편에서 이어지는 이야기를 다루었다.

## 줄거리
런던에서 머물던 존 스미스는 갑자기 들이닥친 군인들에게 의문스럽게 체포되기 직전 바다에 떨어진다. 스미스가 죽은 것으로 여겨지자 랫클리프 총독은 왕 제임스 1세에게 스미스를 반역자로 모함하고, 제임스타운의 포와탄 부족이 아직 금을 소유하고 있다고 거짓말한다. 이에 왕은 협상을 위해 신대륙에 가서 추장을 데려오기로 하고, 젊은 외교관 존 롤프를 사절로 파견한다.
제임스타운에서 포카혼타스는 존 스미스의 사망 소식의 슬픔을 이겨내기 위해 노력하고 있었다. 그 무렵 존 롤프가 제임스타운에 찾아온다. 롤프는 포와탄 추장을 데려가려 했지만, 추장이 거부하고 대신 포카혼타스가 롤프, 그리고 경호원 우타마토마킨과 함께 영국으로 떠나기로 한다. 포카혼타스와 롤프는 처음에는 오해로 인해 서먹서먹했지만, 곧 서로에게 마음을 열게 된다. 런던에 도착한 포카혼타스는 난생 처음 보는 풍경들에 감탄한다.
롤프는 왕을 알현한다. 그런데 이미 랫클리프의 감언이설에 넘어가 있던 왕은 포카혼타스를 무도회에 초대해 그녀가 문명인인지 시험해 보겠다고 명령하고, 야만인임이 판명되면 신대륙에 군대를 보낼 것이라고 선언한다. 롤프는 포카혼타스에게 예법을 가르치고 드레스를 입혀 함께 무도회에 참석한다. 포카혼타스는 처음에는 무도회 예법을 성공적으로 수행한다. 그러나 랫클리프가 꾸민 비인도적인 곰 묘기를 목격하고 그만 흥분하여 왕의 야만성을 비판한다. 왕은 분노하여 포카혼타스와 우타마토마킨을 런던탑에 수감한다.
일련의 사태에 고뇌하던 롤프에게 사실 죽지 않았던 존 스미스가 나타난다. 그는 죽음을 감추고 랫클리프에게 복수할 기회를 보리고 있었다. 롤프는 스미스를 죄수로 위장하여 런던탑에 잠입하여 포카혼타스와 우타마토마킨을 구출한다. 일행은 힘을 합쳐 경비병들의 추적에서 벗어난다. 다음날 스미스와 일행은 왕을 알현하여 생존을 알리고, 랫클리프의 거짓말을 모두 폭로한다. 그러나 랫클리프의 함대는 이미 출항한 뒤였다. 일행은 항구로 가서 랫클리프의 함대원들을 처단하는 데 성공한다. 스미스와의 싸움에서 패배한 랫클리프가 마지막 발악으로 총을 겨누지만, 롤프의 기지로 저지된다. 항구로 되돌아온 랫클리프를 왕이 직접 체포한다.
포카혼타스는 이제 두 남자를 두고 선택의 기로에 놓인다. 존 스미스는 자신과 함께 모험을 떠나자고 하지만, 그녀는 그를 거절하고 존 롤프와 함께 제임스타운으로 되돌아가 함께 살아가기로 한다. 스미스가 이에 수긍하고 물러난다. 포카혼타스는 고향으로 돌아가는 배 위에서 롤프와 키스한다.

## 성우진
| 배역            | 영어 성우                   | 한국어 성우         |
| --------------- | --------------------------- | ------------------- |
| 포카혼타스      | 아이린 베다드 주디 쿤(노래) | 정미숙 신동희(노래) |
| 존 롤프         | 빌리 제인                   | 이규화              |
| 랫클리프        | 데이비드 오그든 스티어스    | 김진태              |
| 존 스미스       | 도널 깁슨                   | 이정구              |
| 포와탄 추장     | 러셀 민스                   |                     |
| 버드나무 할머니 | 린다 헌트                   |                     |
| 나코마          | 미셸 세인트존               |                     |
| 제임스 1세      | 짐 커밍스                   |                     |
| 앤 여왕         | 피놀라 휴스                 |                     |
| 젱킨스 부인     | 진 스테이플턴               |                     |
| 우타마토마킨    | 브래드 개릿                 |                     |
| 미코            | 존 카서                     |                     |
| 퍼시            | 대니 맨                     |                     |
| 플릿            | 프랭크 웰커                 |                     |

## 기타
- 제작책임: 앨런 자슬로브
- 공동제작: 지닌 루셀
- 협력프로듀서: 지나 샤이